# スピーカー

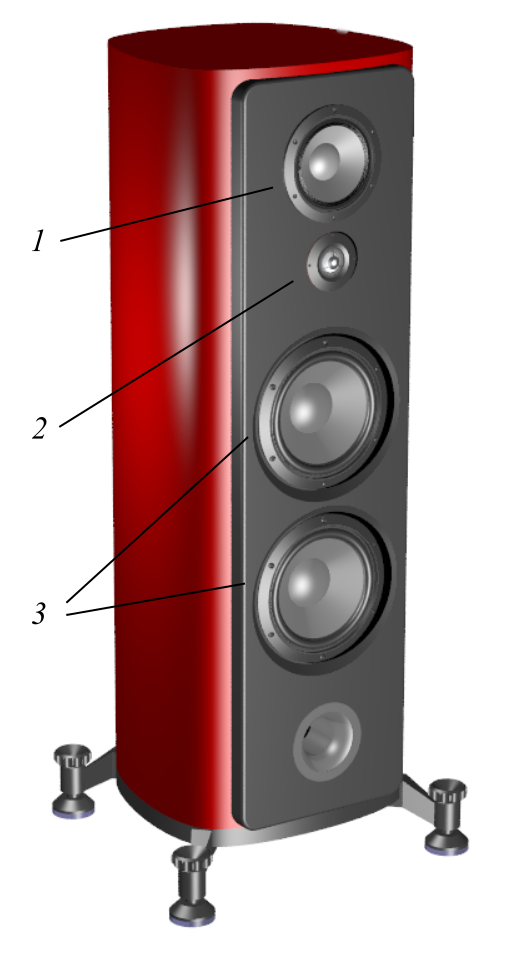
スピーカーシステムの一例。
1.ミッドレンジ用ドライバ
2.ツイーター
3.ウーファーが2つ
なおウーファーの下にも円形のものが見えるが、これは穴であり、バスレフ・システムである。

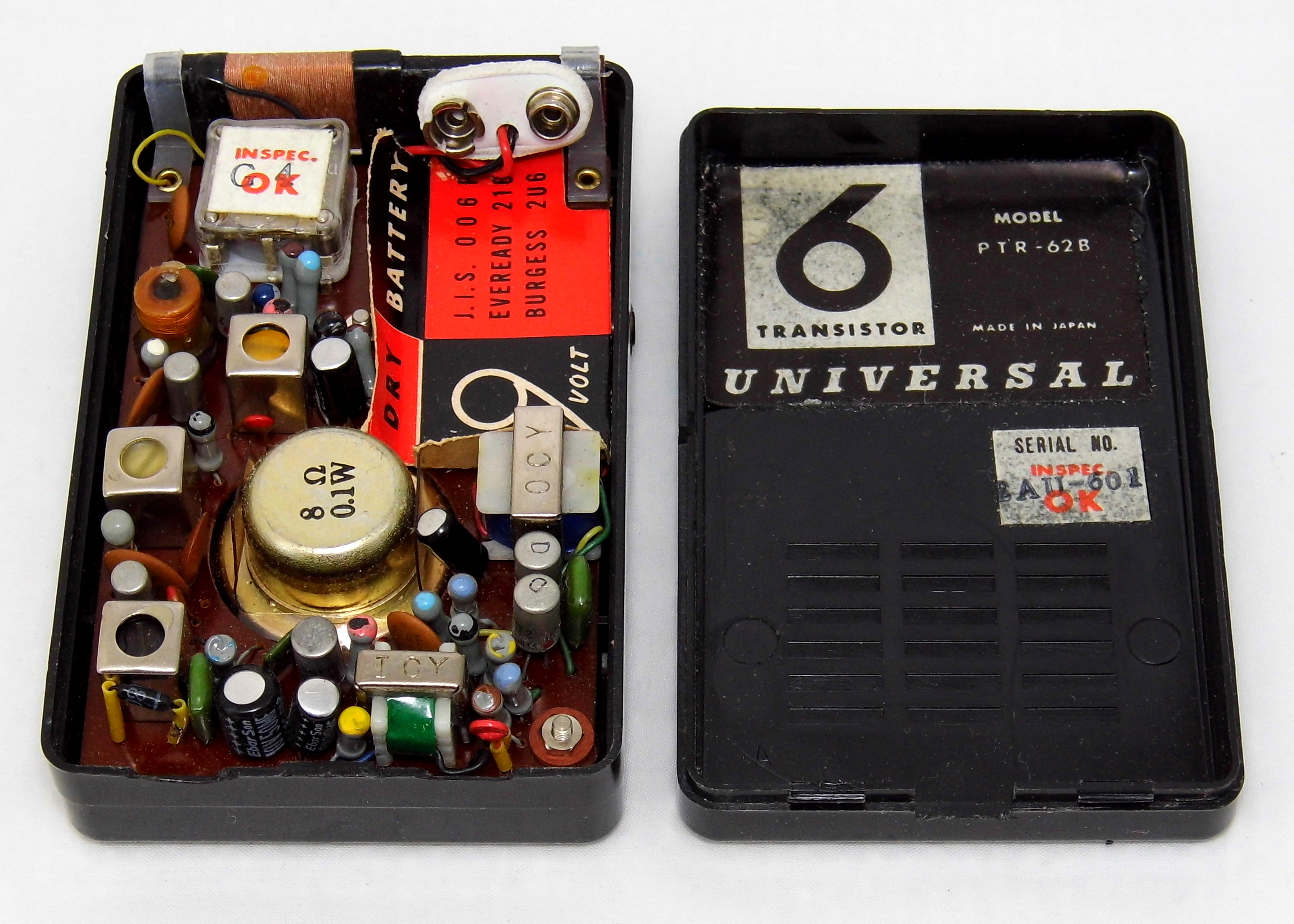
携帯ラジオに組み込まれたスピーカーの例。裏ぶたを開けた状態。「8Ω 0.1W」と書かれているものがスピーカー。（1961年ころの日本のUNIVERSAL社製の6石、つまりトランジスタが6個のラジオ。）

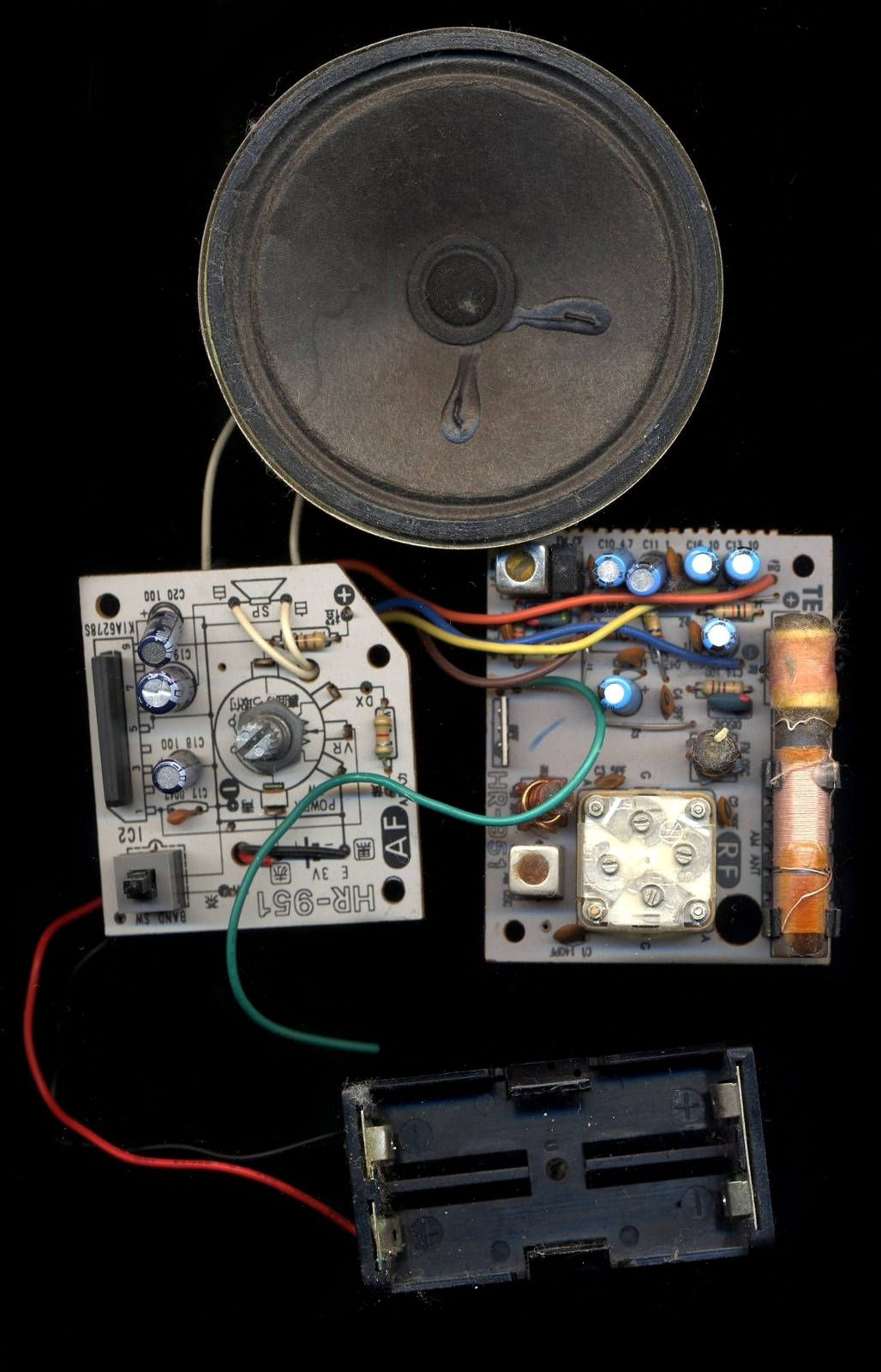
別の携帯ラジオを分解した例。ラジオを分解し箱（筐体）からとりだし、スピーカー（上段の黒くて丸いもの）と回路基板（中段の2つの板）と電池ボックス（下段）に分けた状態。上の黒くて丸いもの（だけ）がスピーカー。スピーカーと回路基板は2本の電線（左側の2本の白色）でつながっているのが見える。電線経由で、音を表現した、振動する電流がスピーカーへと伝わり、スピーカーはその振動する電流を「音」つまり空気の振動に変換する。

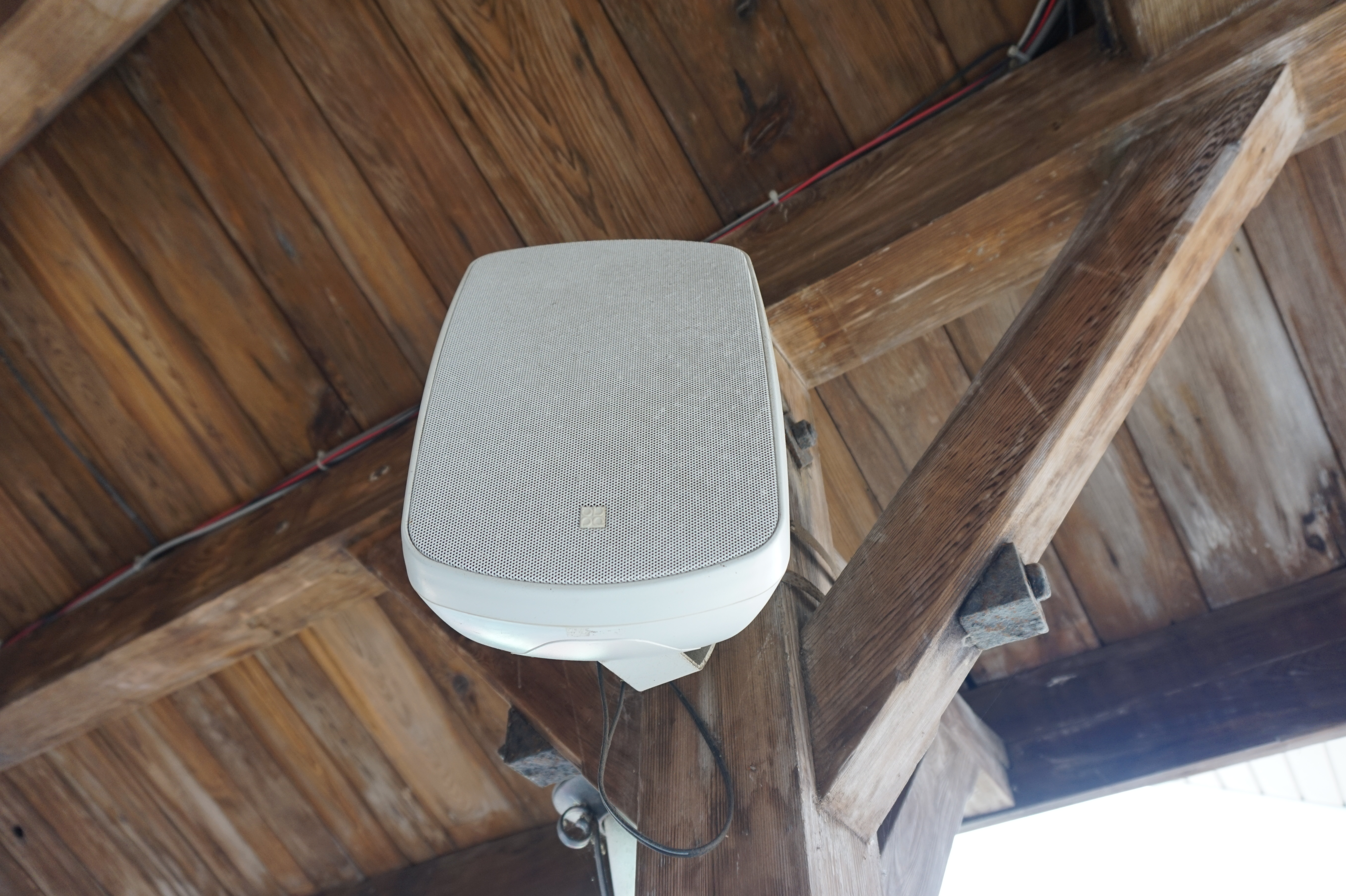
駅や店舗などに設置されるスピーカーの例

スピーカー（英: speaker）、より正式にはラウドスピーカー（英: loudspeaker）とは、電気信号を音に変える装置である。
電気的振動を物理的振動に変える電気音響変換器。音響装置の一種。語尾を伸ばさずに「スピーカ」とも、漢字表現では「拡声器」とも。
エンクロージャーおさめられたスピーカーシステム」全体を指している場合と、スピーカーユニット（後述）だけを指している場合とがある。

## 概説
スピーカーは、電気信号を、物理的な音、つまり空気の振動に変える装置である。
ラジオ受信機、携帯電話 等々、さまざまな音響装置に組み込まれている。
一般に、入力された電気信号をできるだけ忠実に音へと変換するスピーカーが「良いスピーカー」や「高性能のスピーカー」などとされている。性能が良いと価格も高めになる傾向がある。また、あまりにスピーカーのサイズが小さいと、低音（の信号）が音にほとんど変換されなくなる傾向がある。
用途ごとに、コストや、最終的に実現すべき製品サイズも考慮しつつ選ばれている。コンポーネントステレオ、特に高級オーディオのスピーカーでは、高性能のユニットを複数組み合わせて、大型のエンクロージャーに組み込んでスピーカーシステムが組み上げられていることが一般的で、信号再生の忠実度は高いものの、大きくて重く、高価なものとなる。
一方、携帯ラジオなどでは、小さくて軽いスピーカーを選ぶことになり、音質については妥協される。

## 歴史
ダイナミックスピーカーは、1925年にエドワードW.ケロッグとチェスターW.ライスが発明し、1929年4月に米国特許を取得した。
音声から電気信号を生むダイナミックマイクとは逆に、ダイナミックスピーカーは電気信号から音を生成する。
永久磁石の極の間の円形の隙間にボイスコイルと呼ばれるコイル状のワイヤーを吊るし、そこに交流電気のオーディオ信号を流すと、ファラデーの法則により、コイルは急速に前後に震える。このコイルにダイアフラム（通常は円錐形）を固定することでダイヤフラムが前後に移動し、空気を押して音波を生成する。この最も一般的な方法に加えて、電気信号を音に変換するために使用できるいくつかの代替技術がある。

## スピーカーの種類・分類

### ユニットの変換方式による分類
- ダイナミック型
- コンデンサ型（静電型）
- リボン型
- イオン型（放電型）
- マグネティック型
- 圧電型

### 振動板の形状による分類
- コーン型
- ドーム型
- 平面型
- ベンディングウェーブ型
  - ウォルシュユニット
  - マンガーユニット
  - ハイルドライバー
  - リニアムドライバー

### 振動板の配置による分類
- フルレンジ

1種類のスピーカーユニットで低音から高音まで全て再生する。
- マルチウェイ

複数種類のスピーカーユニットで、再生する音域を分担する（ユニットの種類数により2ウェイ、3ウェイ、‥‥というふうに増える）。
- バーチカルツイン（仮想同軸）

マルチウエイにおいて、高音用のスピーカーユニットの上下に低音用のユニットを配置する。
- 同軸ユニット

低音用のスピーカーユニットの中央部に高音用のスピーカーユニットを組み込み、それぞれのユニットの中心位置を一致させるもの。

### 特定の振動板がない振動スピーカー
コーン紙など特定の振動板ではなく、直接に振動体（圧電振動子の耐熱樹脂ケース入など）を設置し家の壁、床、その他自動車の天井や花など共鳴するものを振動板とするスピーカーである。振動スピーカー、共鳴スピーカー、伝導スピーカーと呼ばれる。
また、放電型（イオン型）スピーカーやサーモホンのように振動板を使うことなく音を発生させるスピーカーもある。放電型スピーカーは高周波放電で発生する空気の振動を利用するもので、過渡応答が優れているという特徴がある。サーモホンは熱音響効果を利用し、周期的な熱の変動による圧力の変化を利用し音を発生させる。十分な音圧が得られなかったため長く忘れられていたが、カーボンナノチューブなどの新しい素材の発明に伴いシート状スピーカーなどへの応用が研究されている。

### 形状・サイズによる分類
- ブックシェルフ型
- フロア型
  - トールボーイ型
- 埋め込み型
- 可般型
- ウェアラブルスピーカー
  - ヘッドフォン
  - ネックスピーカー

- 平面バッフル／後面開口型（ダイポール型）
- 密閉型
- バスレフ型
  - ダンプドバスレフ型
  - ドローンコーン型
- ASW型（ケルトン方式／チューニングダクト方式）
- ダブルバスレフ型
- 共鳴管方式
  - TQWT
  - トランスミッションライン
  - IR方式
- ホーン型
  - フロントロードホーン型
  - バックロードホーン型

※これらは組み合わせて使用されることも多い。

### 用途による分類
- ピュアオーディオ用
- モニタースピーカー用
- PA/SR/拡声用
- 楽器用 - 構造上はアクティブスピーカーと同一であるが、対象の楽器の一部として考えられている。
  - ロータリースピーカー - スピーカーを回転させるなどしてビブラートなどの音響効果を生むもの。
- 水中用
- 組み込み用（携帯電話など）
- 軍用（音響兵器他）
- その他 特殊用途

### 内蔵アンプの 有 / 無 による分類
スピーカーシステム側にアンプを内蔵しているタイプと、そうでないタイプがある。
アンプを内蔵するスピーカーシステムを慣習的に「アクティブスピーカー」と呼び、アンプを内蔵しないものは慣習的に「パッシブスピーカー」と呼んでいる。

## ドライバー（スピーカーユニット）

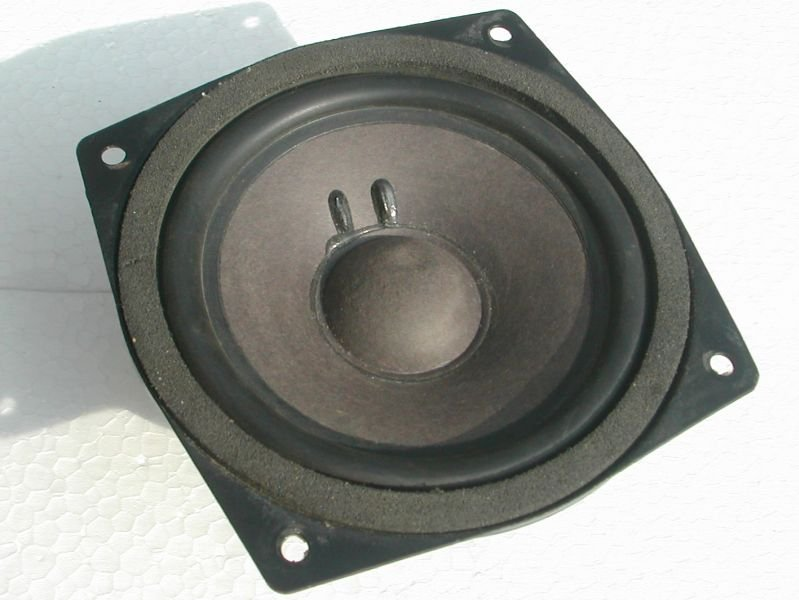
「ドライバー」や「スピーカーユニット」などと呼ばれる部分。これだけでも音は出るが、通常はラジオ、テレビなどの筺体に内蔵された状態で使用され、コンポーネントステレオの場合は箱に組み付けた状態で使用される。

音を出す核心的な部分を「スピーカーユニット」（または単に「ユニット」）と呼ぶ。英語では「driver ドライバ」と呼んだりもする。これだけでも音は出るが、通常はむき出しの状態で使われることは少なく、ラジオやテレビなどの筐体に内蔵される。スーパートゥイーターの中にはスピーカーの箱や容器に入れず、単体で上部に置いた状態で使うものもある。
低音再生のためにコーン紙を大きくすると重くなること、分割振動や異なる部分からの音の干渉により高音が出しにくくなることから、ひとつのユニットで人の可聴域（およそ 20 — 20,000 Hz）全てを再生することは困難である。
そこで、特定の周波数帯（範囲）を得意とするスピーカーユニットが作られており、ユニットを複数組み合わせることで、全体として広い周波数域をカバーする。周波数帯域によって、以下のように分類されている。
- フルレンジ - 全帯域用であるが、中音域に比べ低音や高音の再生を両立することが難しい。これを改善するためにダブルコーンやイコライザーなどが使われることがある。
- サブウーファー - 超低音用
- ウーファー - 低音用
- ミッドバス - 中低音用
- スコーカーあるいはミッドレンジ - 中音用
- ツイーター - 高音用
- スーパーツイーター - 超高音用

なお、どの範囲の周波数が超低音・低音・中低音・中音・高音・超高音なのか、厳密な定義は存在しない。

## スピーカーシステム
上述のドライバー（スピーカーユニット）やエンクロージャーなどを組み合わせることで、スピーカーシステムが作られている。
スピーカーシステムの種類・分類
以下はスピーカーシステムの種類をリストにしたもの
- 1ウェイスピーカー（「フルレンジスピーカー」とも） - スピーカーユニットがひとつだけのものであり、ひとつで済ませるために「フルレンジユニット」と呼ばれる、中音域に優れ全音域をほどほどにカバーするユニットを選ぶのが常套手段である。
- 2ウェイスピーカー - 音域を2分割し、2種のスピーカーユニットで再生する。主に「ウーファー+トゥイーター」で構成される（例外もある）。
- 3ウェイスピーカー - 音域を3分割し、3種のスピーカーユニットで再生する。主に「ウーファー+スコーカー+トゥイーター」で構成される（例外もある）。
- 4ウェイスピーカー（以上） - 音域を4（以上に）分割し、4種（以上）のスピーカーユニットで再生する。2ウェイ・3ウェイと異なり、構成はまちまちである。

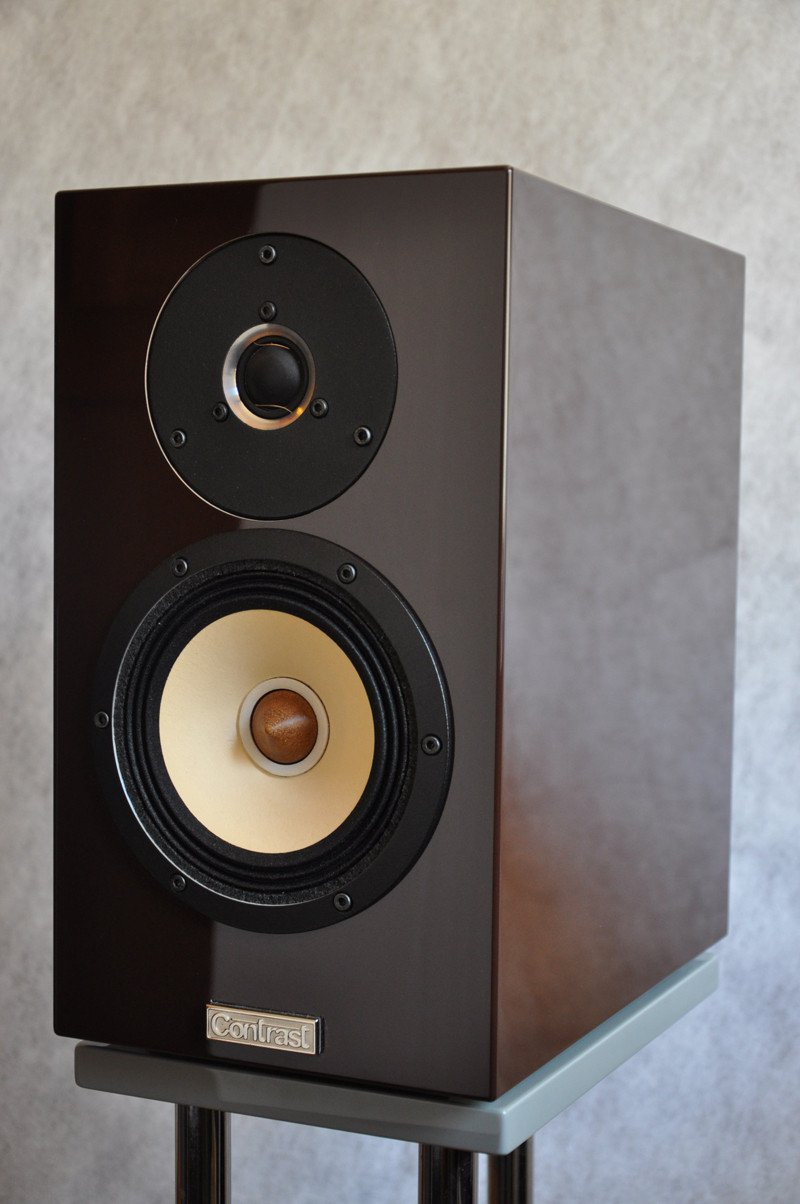
スピーカーシステムの一例。ドライバが2つついている。つまり2ウェイスピーカー。
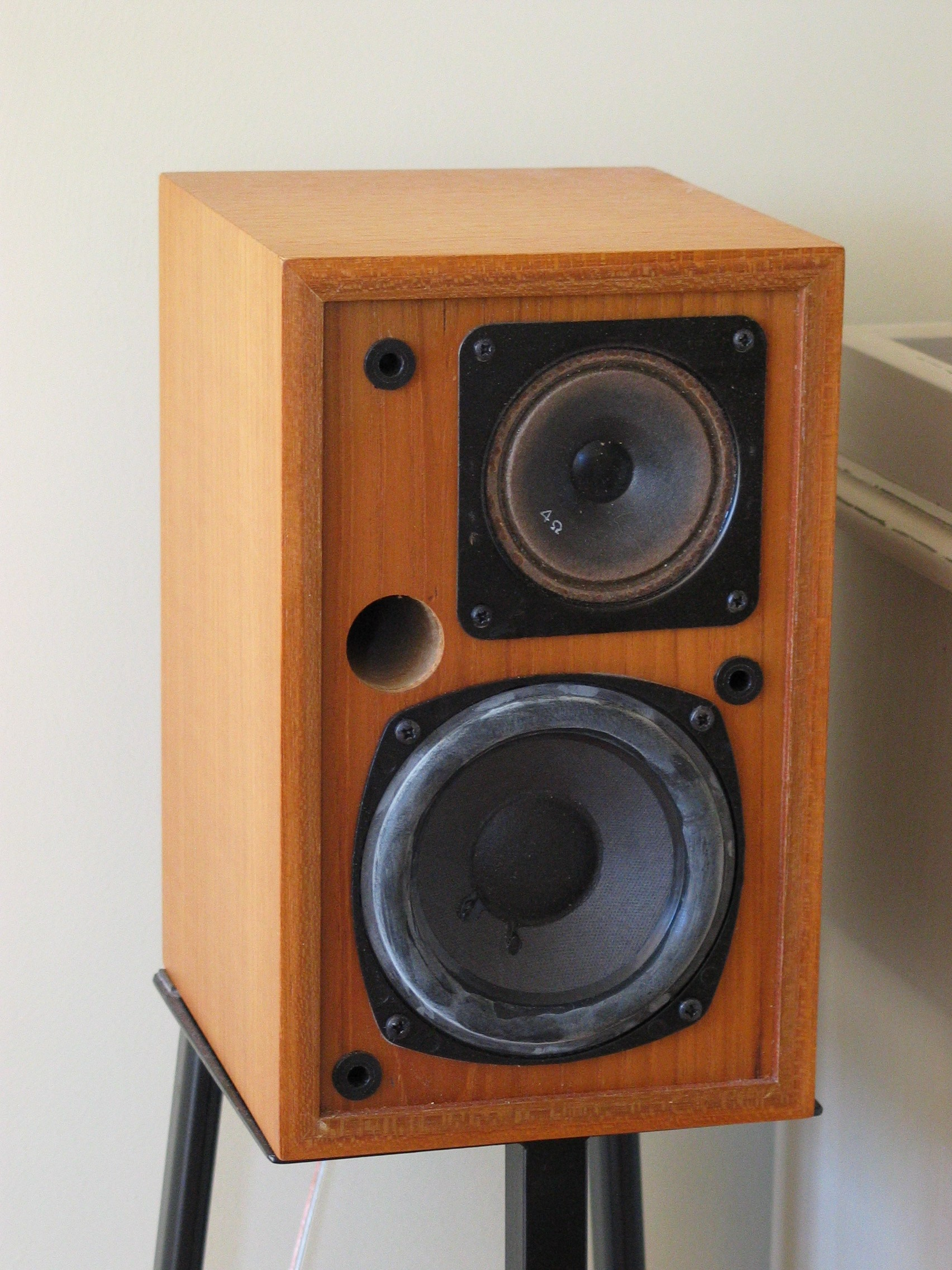
2ウェイスピーカーシステムの別の例。これは穴があいており、バスレフ型。
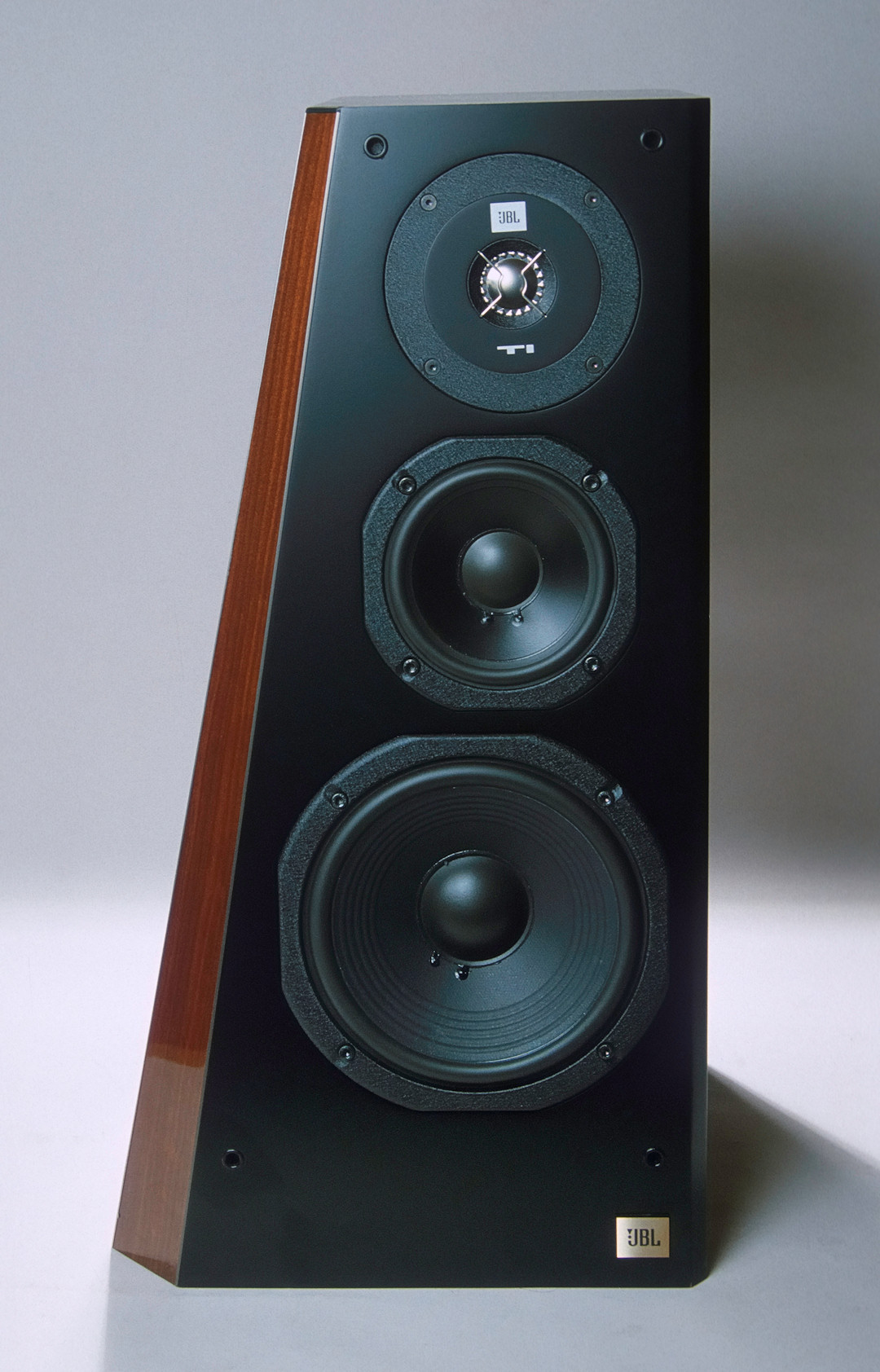
3ウェイスピーカーの一例。
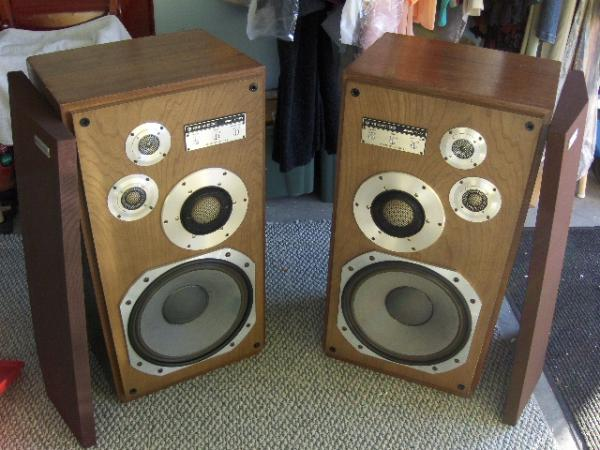
4ウェイ・スピーカーの一例。
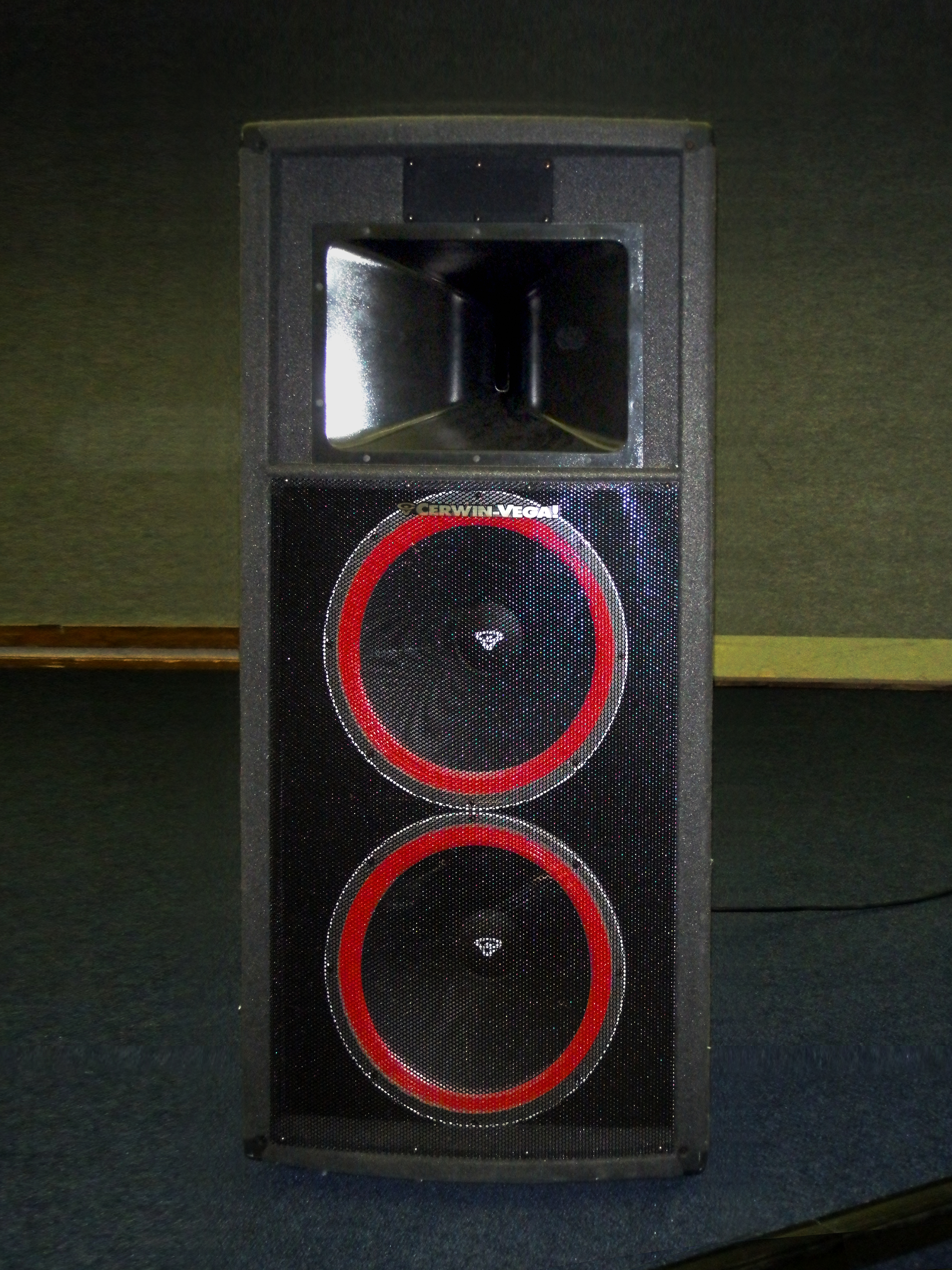
一見するとドライバが3つついている3ウェイスピーカーを想起させるが、実際はウーファーの音域を2つのドライバで再生する2ウェイスピーカーの例。
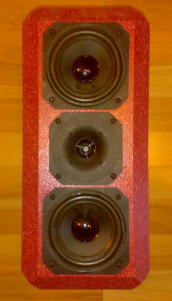
2ウェイスピーカーシステムの別の例。トゥイーターの上下を挟むように2つのウーファーを配置している。
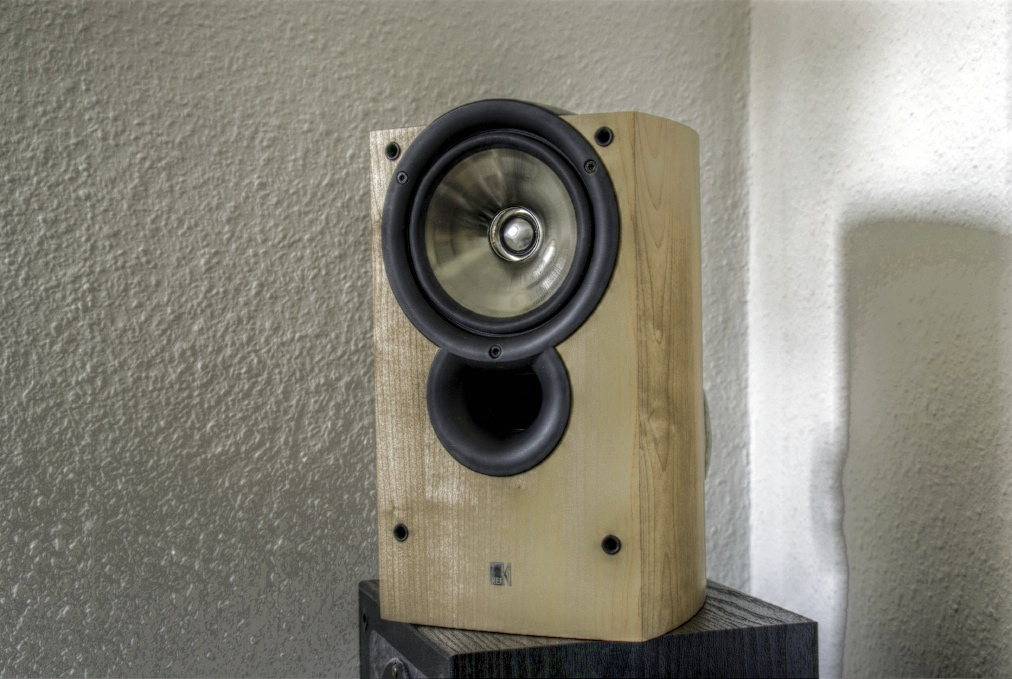
2ウェイスピーカーシステムの別の例。ウーファーの中心部にトゥイーターを組み込むことで1つのユニットとしたコアキシャル2ウェイピーカー。

2ウェイ以上のスピーカー（フルレンジ以外のスピーカー）をマルチウェイスピーカーと呼ぶ。各ユニットの音域が重複しないように音域を制限する電気回路や電子機器を用いるのが通常である。パワーアンプの前（電圧信号の段階）で分割し音域毎に別のパワーアンプで駆動することもあるが、多くの場合パワーアンプで電力増幅後に分割される。各ユニットの音域の境界にあたる周波数をクロスオーバー周波数という。2ウェイであれば1つの、3ウェイであれば2つのクロスオーバー周波数が存在する。
マルチウェイスピーカーでは必然的に各ユニットの取付位置が異なるため、フルレンジと比較して楽器や声の位置がぼやけるという意見がある。これを解決するため、トゥイーターの上下を挟むように2つのウーファーを配置し、取付位置を見かけ上一致させたスピーカーシステムも販売されている。特殊な例として、ウーファーの中心部にトゥイーターを組み込むことで1つのユニットとした2ウェイユニットがあり同軸型（コアキシャル）2ウェイユニットと呼ばれる。
なお、上記のスピーカーシステムに、サブウーファーを別筐体として付加する場合もある。これは低音（超低音・重低音）のみを出すための専用スピーカーシステムである。ホームシアター製品のほとんどに付属しており、AV機器として広く普及しているといってよい。なお、サブウーファーについては、ドルビーデジタルなどのシステムにおいてLFEチャンネル(0.1ch）として付加される場合があるが、これはスピーカーが担当する音域を分割するものでなく、独立したチャンネルとして超低音を付加するものである。

## ダイナミック型スピーカーユニット

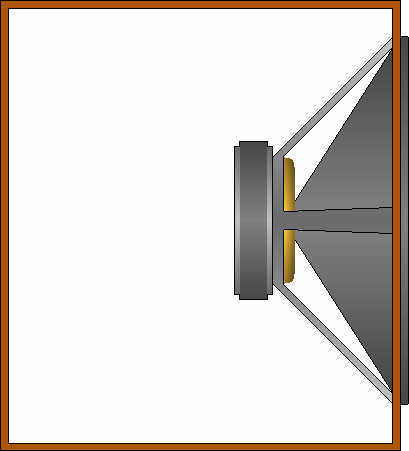
内部構造：右端の振動板で空気を振動させ音を出す

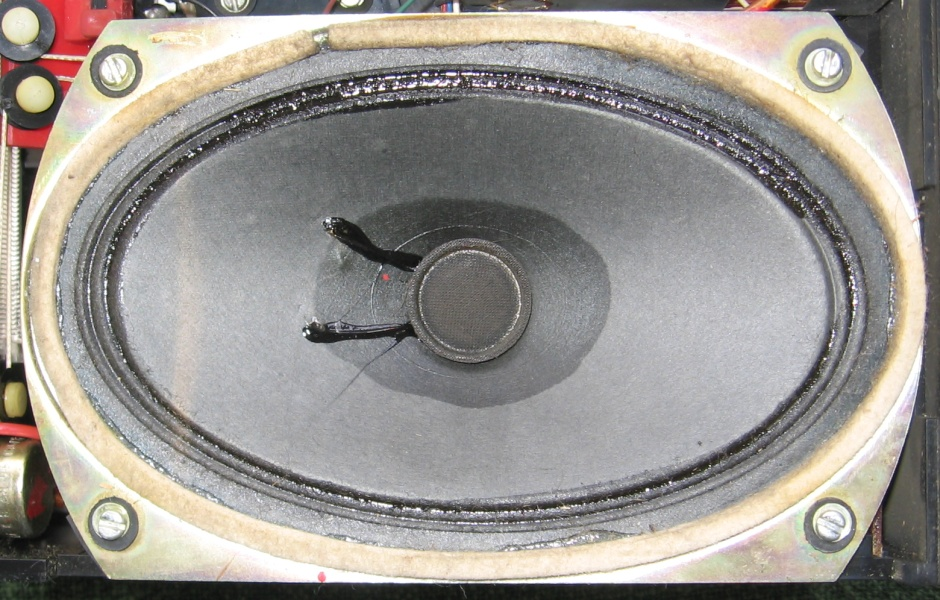
スピーカーの振動板（コーン紙）

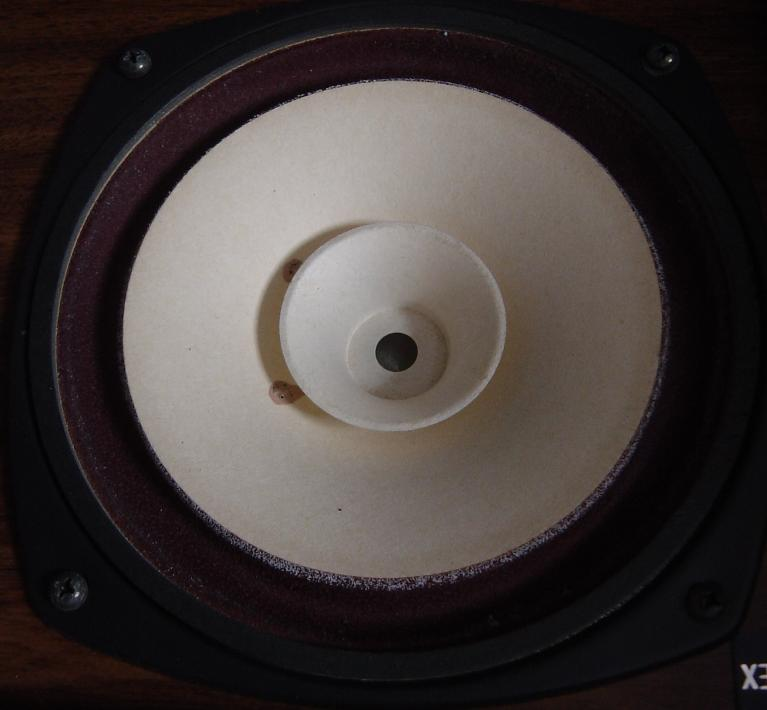
ダブルコーンスピーカー

一般的な音響機器に組み込まれているスピーカーユニットのほとんどがこの方式を採用している。1924年にチェスターW.ライスとエドワードW.ケロッグによって発明されてから現在に到るまでその基本構造が変わっていないのは、この方式が簡素で優れているからである。
ダイナミック型のスピーカーユニットにはドーナツ型の永久磁石が用いられる。このドーナツの穴にあたる円筒形の空間に、それよりわずかに直径の小さい筒「ボイスコイル」が挿入されている。ボイスコイルはコイルの一種であり、紙やプラスチックの筒に導線を巻きつけたものである。この導線に音声信号が流れると、電磁石になるためボイスコイルが波形に合わせて前後方向に振動する。ボイスコイルには振動板が直結しており、この振動板が一緒に振動することで音声信号と等しい波形の音が空気中に放射される。
上記の各パーツはフレームと呼ばれる骨組に固定され、1つのユニットとして完成したものになる。永久磁石はフレームに強固に固定されるが、ボイスコイルと振動板は振動する必要があるため、ボイスコイルはダンパーを介して、振動板はその外周を取り巻くように張られた「エッジ」と呼ばれる柔軟な膜を介して、それぞれフレームに固定される。ダンパーとエッジは振動板をフレームに固定する懸架装置であるが、前後方向の動きだけは妨げないようになっている。また、ダンパーは振動板の固有振動を抑える役割もしている。フレームには通常ねじ穴があり、それによってユニットがスピーカーの箱や容器などに取り付けられる。
磁気回路に使われる永久磁石には高い磁束密度が求められる。コストパフォーマンスに優れたフェライト磁石がよく使われるが、小型スピーカーには磁力の強いサマリウムコバルト磁石やネオジム磁石なども使われる。なお、以前はアルニコ磁石も高級品を中心に使われていたが、ニッケル価格が高沸したため現在ではほとんど見られなくなった。またアルニコ磁石には磁気抵抗が少ないというメリットがあるが、減磁しやすい、特殊な磁気回路が必要というデメリットもある。また励磁型と呼ばれる磁気回路にも電磁石が用いられたスピーカーユニットが存在し、強い磁力の永久磁石が無かった1920年代から1960年ごろまではよく使用され、現在でも一部マニアに使用され生産もされているが、磁気回路用に専用の直流電源装置が必要となり使用はかなり大掛かりとなる。

### ダイナミック型スピーカーの振動板の構造
理想的なスピーカーに求められる性能としては、原音に忠実で歪みがないこと、点音源であること、全ての方向に同一の音圧、同一の音質で音を放射すること等が挙げられる。これらを実現するため、振動板の形状や大きさ、取り付け方法が工夫されている。
振動板の形状としては、低音用にはコーン型（くぼんだ円錐形）、高音用にはコーン型やドーム型（ふくらんだ半球形）が主流である。1980年代前半に平面型が流行したが、現在はほとんど使われていない。正面から見て真円形のものがほとんどであるが、テレビなどへの内蔵用として楕円形や多角形のものも使われる。
なお、大きなコーン型振動板の中央に小さいコーン型振動板を取り付けることで、広い帯域の再生を狙った「ダブルコーン型」（サブコーン型、またはメカニカル2ウェイとも呼ばれる場合も）もある。

### ダイナミック型スピーカーの振動板の材質
振動板には、分割振動や共鳴による固有振動が少ないこと、変換効率が良いことが求められる。このため、硬く（＝高ヤング率）、内部損失が大きく、かつ軽量な素材が使われる。また、経年劣化が少ないことも重要である。これら全てを高い次元で満たす材料を求めるのは容易でない。このため、ユニットの担当する音域に合わせて素材の形状や厚み、成分を変えるのが一般的になっている。軽量なものはトゥイーター用としては好ましい特性であるが、ウーファー用としては共振周波数が高くなり好ましい事ではない。よって、ウーファー用のスピーカーユニットの振動板は、他のスピーカーユニットのそれよりも重い場合が多い。
- 紙 - 時代を問わず最も多く利用されている。比較的丈夫で軽量なため、適度に内部損失があり、廉価品から超高級スピーカーまで、低音用から高音用までのすべての音域に使用されてれている。パルプに種々の材料をコーティングしたり混漉することで剛性や内部損失を改善した紙も多く使われる。雲母やホヤやコンブの繊維やバクテリアに産生させたバイオセルロースを使用した製品もある[3]。
- 樹脂- ポリエステル、アラミド、ポリプロピレン、炭素繊維などの高分子樹脂を線維状にして編んだり、ハニカム構造にして利用することが多い。主に低音～中音用ユニットに使われる。絹などの繊維を構造基材にし、強度確保や物性改善を目的に高分子材料を含浸させることも行われる。
- 金属 - アルミニウム、チタン、ホウ素（ボロン）、ベリリウム、マグネシウムなど。薄く軽量化でき、ヤング率が高い反面、内部損失が小さいので固有振動が発生しやすいため、主に高音用ユニットに利用される。これらの金属にダイヤモンド薄膜をコーティングしたり、炭化処理、窒化処理、酸化処理、非球面加工、ダンプ剤塗布などにより剛性や内部損失を改善する処理も広く行われている。
- 木 - 薄くスライスした木板を振動板としたもの。ビクターが「ウッドコーン」の名称でスピーカーやヘッドフォンに採用しているほか、自作スピーカー向けのユニットが販売されている。
- その他 - 合成ダイヤモンド、絹やカーボンをシート化したものなどがあるが[3]、いずれも主流にはなっていない。

## エンクロージャー
エンクロージャーとはスピーカーユニットを取り付ける箱のことである。音には障害物の向こうに回り込む性質（回折）があり、低音になるほど顕著である。このため、ユニットをむき出しのまま使うと、裏から出た低音が前に回り込んで打ち消しあい、低音が小さくなってしまう。そこで、ユニットをエンクロージャーに取り付けることで裏から出た音を遮断する。ユニットをエンクロージャーに組み込んだものをスピーカーシステム（または単にスピーカー）と呼ぶ。ほとんど全てのスピーカーはこの状態で市販されている。
エンクロージャーは、振動板の反作用によって振動する。また、内部で音が反射して定常波が発生する。これらは音質を悪化させるため、補強材や隔壁で強度を確保し、フェルトなどの吸音材で定常波を吸収する。このエンクロージャーの設計によってスピーカーシステム全体の音質が決定され、製品の個性となる。
箱の材質は固有の振動を持たないことと加工性と強度が要求されるため、通常は木質材料（単板、MDF、パーティクルボード、合板）が使われる。樹脂製や金属製のものもあるが、樹脂製は小型で安価なもの、金属製は小型のものや高級品に限られている。
エンクロージャーには数多くの方式があるが、市販品のほとんどは「密閉型」か「バスレフ型（位相反転型）」である。いずれにせよ、自然な聴感のためには周波数特性が広い範囲でなるべく平滑なことが求められる。特に低音については、ウーハーの最低共振周波数fo付近の共鳴特性の鋭さを示すQoが0.7前後になることが求められる。
以下に主な方式を記す。
- 密閉型 - 箱を密封し、振動板背面から発せられる音の影響を完全に遮蔽する。癖の少ない素直な音質が特徴である。反面、エンクロージャーが過小でスピーカーユニットの磁気回路が非力な場合、振動板の動きが制限され、低音の少ない詰まった音になりやすい。
- バスレフ型 - エンクロージャーの前面や背面に筒状の貫通穴（ポート／ダクト）を設け、ヘルムホルツ共鳴の原理でユニット裏面から発せられた低音を共振、増強する。これが振動板の前面から発せられた低音に加算され、豊かな低音が得られる。反面、共振周波数よりさらに低い低音がほとんど出なくなる。また、設計が悪いと低音のダンピングが悪くブーミーと言われる音になったり、バスレフの開口部で風切り音が出たりする。
- バックロードホーン型 - エンクロージャーの内部に、少しずつ太くなってゆく音の道（ホーン）が折りたたまれており、箱のどこかにホーンの出口がある。振動板の裏側から出た音のうち低音はホーンで増強され、中音高音は折り曲げ構造により減衰し、出口から放射される。バスレフ型に比べて低音増強効果は大きいが、反面、バスレフ型ほど低い帯域まで低音を増強させる事は困難である。設計や製作に手間がかかる。自作スピーカーや、海外メーカーの超高級品に使われている。

エンクロージャーの形式は、スピーカーユニットとの相性がある。スピーカーには振動板の重さ、動きやすさ（コンプライアンス）、磁気回路の強さなどによって最低共鳴周波数の共鳴の度合いを示すQo値が定まる。Qo値が大きいほど共鳴が大きくなる。
例えば振動板が重くなると振動が止まりにくくなりQo値が上がる。またコンプライアンスは低いほどQoが上がり、磁気回路が弱いほど制動が弱くなるためQoが上がる。システムとしての低音の再生が平滑で自然な聴感となるQo値を0.7とするために適切な組合わせが必要である。
- 平面バッフル - 振動板重量が軽く、かつ磁気回路が弱いユニットに向く。磁気回路が強いユニットでは過制動になり低音が不足しやすい。
- 密閉型 - 十分な低音を得るに振動板重量が重く、かつ磁気回路が強いユニットに向く。振動板重量が軽く、かつ磁気回路が弱いユニットを用いる場合は、背圧の影響を抑えるため内容積を大きく取る。
- バックロードホーン - 振動板重量が軽く、かつ磁気回路が強いユニットに向く。振動板が重いユニットとの組み合わせは、低音過剰になりやすい。磁気回路が弱いユニットではホーンを駆動するのに能力不足で、音質に悪影響がある。
- バスレフ型 - 設計によりユニットの適合範囲が広い。振動板重量が軽く、かつ磁気回路が弱いユニットを用いる場合は、密閉型の場合よりも内容積が小さくて済む。振動板重量が重く、かつ磁気回路が強いユニットでは、低音過剰になりやすいのでポートを小型にして効果を弱める。振動板重量が軽く、かつ磁気回路が強いユニットでは、ポート断面積を大型にして低音増強効果を強める反面、あまり低い帯域の低音増強は避ける。

なお、ユニットの前にラッパ状の曲面（ホーン）を取り付けたスピーカーを「フロントロードホーン型」と呼ぶ。これは上記の各エンクロージャーと組み合わせて使用されるものであり、エンクロージャーの方式を指す用語ではない。指向性をコントロールでき能率に優れている反面、大型になりやすい。超高級スピーカーや大型の自作スピーカー、コンサート用の大音響スピーカーに利用される。

## 音質の指標
オーディオ用のスピーカーは「周波数特性」「歪率」「過渡特性」「指向特性」などを改善するために様々な工夫がなされており、音質の良し悪しの指標として使われる。
- 周波数特性 - 人間が可聴域の音程を全域再生でき、かつどの周波数でも均一な音圧が得られることが求められる。
- 歪率 - スピーカーに入力された音声信号の波形に相似する音声波が出力され、余分な音が加わらないことが求められる。
- 過渡特性 - スピーカーに複数の周波数の音が混じって入力された際、位相が正確であること（それらの音に時間的ズレが生じないこと）が求められる。
- 指向性 - スピーカーから、全方向に均等な音圧が放射されることが求められる。
- 音の好み - 人間の好みに基づく音を追求したもの。フラットでない周波数特性にする、エンクロージャーを共鳴させる、歪を増やすなど、様々な方法で音の色づけを行う。

### 歪率
スピーカーは、グラム単位の質量を有する振動板を動かすという構造上、歪みはどうしても大きくなる。適切に設計されたスピーカーの中には、可聴域（100Hz以上）の歪率が0.5%を切るものも存在するが、それでも他の機器（CDプレーヤー、アンプなど）の歪率が0.01%を切っていることを考えると2桁以上大きな歪率である。
歪みを発生させる非線形部品としてはダンパーやエッジ、そして設計が悪い磁気回路などが挙げられる。これらの非線形の影響が顕著になるのは振幅が大きい低音域のときである。等ラウドネス曲線が示しているがごとく、ヒトの聴覚は低音域の感度が鈍い。そのためたとえ低音・中音・高音がバランスよく鳴っているように聞こえる楽曲であっても、音響エネルギー分布は低音域に偏りがちであり、そのエネルギー分布を再現（再生）しようとするスピーカーは低音域で大きくストロークする。大きいストロークは振動系支持部材の非線形領域に踏み込み易い。また、低音用の振動板は重いため慣性による逆起電力（制動力）を発生させ、これも歪みの原因となる。このためスピーカーの歪みは低音域で発生しやすい。

### 指向性
オーディオ用スピーカーが広い指向性を理想としているのに対し、指向性を絞って特定の方向に大きな音を伝えたい場面も存在する。たとえば学校教育現場のアナウンス、交通機関の案内放送、街宣車などである。
理論上は指向性を絞るには振動板を大きくすればよいが、直径数m以上ものが必要となり非現実的である。そこで、ホーンと呼ばれる円錐形に広がる管を取り付けたスピーカーが、上記用途の拡声器として使われている。
周波数が高ければ指向性が増すため、超音波を小さな振動部から指向性の強いビーム状で送り出し、音の歪みを利用して可聴音として人間が聞き取れるようにしたパラメトリック・スピーカーというものもある。

## 自作
スピーカーシステムの自作
スピーカーについて「自作」と言われているのは、往々にして、スピーカーユニットは市販のものを購入して、エンクロージャー（木箱や特殊な形状の容器）を自作してユニット設置用の穴を開け、エンクロージャーにスピーカーユニット（および端子など）を組みつけることを言っている。オーディオ雑誌などで時折、スピーカー（システム）の自作に関する特集記事が組まれることがある。熱心なオーディオマニアの中には、高価な（こだわりの）ユニットを（幾種類か）購入し、組み合わせて、こうした自作を行うマニアが一定割合いる。
スピーカーユニット（自体）の自作
なお、スピーカーユニットも、素朴なものであれば、紙コップと磁石とエナメル線を用いて「紙コップスピーカー」というものをかなり簡単に自作することもできる。これを一度経験すれば、それを足掛かりにして、材料や構造の変更によって出る音がどのように変化するのか調べる実験を楽しむこともでき、中程度の性能までなら一応、自作可能である。
雑誌の付録等で組み立て式のスピーカーユニットが販売されていたこともある。
既存のユニットを元に、セーム革などによるエッジ交換や和紙や金属板などの自作の振動板に交換したり、より強力な磁石への交換や追加を行うといったユニットへの改造を行うオーディオマニアも一定数存在する。

## その他
- スピーカーはエレクトロニクス関係の業界用語では「ラッパ」と呼ばれることがある。なお、1950年代までの古いラジオ関連の技術文献では「高声器」（こうせいき）という標記がされている。
- スピーカーはマイクロフォンとして使うこともでき、かつてはコストダウンのためにインターホンなどで実用された（スピーカーとマイクを一つの部品で兼用できる）。ヤマハの「SUBKICK」など、ダイナミックスピーカーをバスドラム用の収音マイクとして使っている応用例もある。逆にマイクロフォンをスピーカーとして使うことも可能だが、小型で繊細な構造のものが多く、配慮しないと壊れやすい。
- 人間の耳で聴き採りが可能な音の周波数は、年齢等で個人差はあるが単音で測定すると40～18,000Hz程度である。しかしスピーカーから音楽等の複合音を再生する場合、可聴外と言われる超低音や超高音の有無が、音の自然さの再現に影響をもたらしていることが実験的に判っている[注釈 2]。特に音の倍音成分の再現が重要で、近年では、20,000Hzを超える音の再生を可能とするスピーカーが一般的になっている。また、音楽記録媒体でも20,000Hzを超える高音域、または40,000Hzを超える超高音域再生が可能な「SACD」や「DVD-Audio」、ごく一部に限られるが「BD-Audio」が市販されている。また可聴外の超低音については、耳で聞こえなくとも空気の振動として肌や毛穴で感じる事ができる[6]。
- エンクロージャーの特殊なものとしては、チャンバーやポートチューブを複数使用して低音の共鳴を最大限に増幅させる事により通常よりも小さな容量にした物や、エンクロージャー自体をわざと共鳴（箱鳴き）させて音を出すようにしたものなど、数多く開発されている。